# Ciszterci Szent Margit Óvoda, Általános Iskola, Alapfokú Művészetoktatási Intézmény és Kollégium
A Ciszterci Szent Margit Óvoda, Általános Iskola, Alapfokú Művészeti Iskola és Kollégium (röviden: Ciszterci Nevelési Központ) a Ciszterci Rend Zirci Apátságának egyik iskolája Pécsen. Küldetése a római katolikus egyház tanításának megtartása és továbbadása.

## Története
A régi épületegyüttes Pécs belvárosának szívében, a Szent István tér valamint az Apáca utca találkozásánál volt. Az épületet 1851-ben építették, amikor Pozsonyból 12 szerzetesnővér, tanító érkezett Pécsre. Szellemiségük a Miasszonyunkról elnevezett Kanonokrendét követte, akik Hippói Szent Ágoston szabályai szerint éltek.
1890-ben nyílt meg a négy osztályos polgári iskola, egy Dulánszky Nándor pécsi püspök által alapított épületben. 1896-ban kezdte meg működését a tanítóképző, majd vele párhuzamosan a gyakorló elemi iskola. 1907-ben a polgári iskolából leányiskola, majd 11 évvel később 8 osztályos gimnázium lett. Közben 1924-ben elkészült a gimnázium épülete. A nővérek ekkor már 1400 leányt neveltek és oktattak. A kollégiumi épület 1851-től 1948-ig pécsi nőzárdaként működött. A századfordulón 800-nál több növendéket számlált az intézmény, amelyet a korabeli nőnevelés egyik központjaként ismertek az országban.
1942-ben megvette a rend a Littke család tulajdonában álló polgári házat és a hozzá tartozó területet. Itt 1950-ig internátus működött, amit később államosították, majd 1954 után állami óvodaként működött.
Az államosítást követően a nővéreknek távozniuk kellett. A rendszerváltás után, 1989-ben a rend újra megkapta a működési engedélyt, épületeiket folyamatosan visszakapták.
1991-ben indult meg a Miasszonyunk Női Kanonokrend Óvodája. 1995-ben egy régi épület átalakításával tornatermet alakítottak ki. Az óvoda férőhelyeinek száma ezzel 158 főre módosult. 1999-ben az épületben megnyitotta kapuit az Árpád-házi Szent Margit Katolikus Általános és Zeneiskola. 2000-ben a Miasszonyunk Rend visszakapta a volt tanítóképző épületét, ahol addig a Dolgozók Gimnáziuma működött.

## Korábbi nevei
- Geisler Eta utcai Leánydiákotthon, 1948-1961
- Pécsi Állami Geisler Eta Középiskolai Leánykollégium, 1961-1993
- Teleki Blanka Leánykollégium, 1993-2004
- Árpád-házi Szent Margit Kollégium, 2004-2006
- Ciszterci Szent Margit Óvoda, Általános Iskola, Alapfokú Művészeti Iskola és Kollégium, 2006-tól